# テンセント・ミュージック
テンセント・ミュージック・エンターテイメント・グループ（中国語: 腾讯音乐娱乐集团、Tencent Music Entertainment Group、略称：テンセント・ミュージック）は、中華人民共和国広東省深圳市に本社を置く、中国の音楽配信エンターテインメントサービス企業、およびテンセントの一部門である。テンセントとSpotifyの合弁会社でもある。

## 経歴
2016年、テンセントが音楽配信サービスであるKuwoとKuGouを所有していたチャイナ・ミュージック・コーポレーションを買収した。
2017年、買収したことによって、傘下の音楽サービス部門と統合し、独立子会社としてテンセント・ミュージック・エンターテイメント・グループを設立した。これにより、音楽配信サービスであるQQ音楽、Kuwo、KuGou、およびカラオケサービスのWeSingは共に本企業傘下のサービスとなる。
2018年7月4日、ソニーATVミュージックパブリッシングは本企業の株式を取得した。
2018年12月、ニューヨーク証券取引所に「TME」として上場した。

## 主なサービス
- QQ音楽（中国語: QQ音乐） - 音楽配信サービス
- KuGou（中国語: 酷狗音乐） - 音楽配信サービス
- Kuwo（中国語: 酷我音乐） - 音楽配信サービス
- WeSing（中国語: 全民K歌） - カラオケサービス